# Assistance au développement des échanges en technologies économiques et financières
L'Assistance au Développement des Échanges en Technologies Économiques et Financières (Adetef) est l'opérateur pour la coopération internationale pour les ministères des finances, du budget et du développement durable. Elle a été fondée en 1981. Adetef fait partie des multiples opérateurs français chargés de la coopération internationale.
En 2015, la structure est intégrée dans l'agence française d'expertise technique internationale Expertise France.

## Historique
Constituée au départ avec les statuts d'une association loi 1901, la transformation de l'association pour le développement des échanges en technologies économiques et financières en GIP est rendue nécessaire afin de répondre dans des bonnes conditions de sécurité juridiques aux appels d'offres, devenant avec le temps une source de plus en plus importante de financement. Le changement de statut intervient en 2002, constitué entre l’État, l'AFD, la Caisse des dépôts et consignations, l’Institut Télécom et Mines ParisTech.

## Activités
Adetef mobilise les experts publics, propose des missions de conseil et d'audit ainsi que des prestations d’assistance sous forme de séminaires, de visites d’étude, de colloques et de rencontres de haut niveau.
Elle gère des jumelages institutionnels de l'Union européenne et répond aux appels d'offres des bailleurs de fonds internationaux,.
Le chiffre d'affaires d'Adetef était de 25 millions d'euros pour l'exercice 2011.